# Даньян
Даньян (кит. спр. 丹阳市, піньїнь: Dānyáng Shì) — місто-повіт на сході Цзянсу, складова міста Чженьцзян.

## Географія
Даньян лежить на півдні префектури у Дельті Янцзи.

### Клімат
Місто знаходиться у зоні, котра характеризується вологим субтропічним кліматом. Найтепліший місяць — липень із середньою температурою 27.7 °C (81.9 °F). Найхолодніший місяць — січень, із середньою температурою 9.5 °С (49.1 °F).
| Клімат Даньяна          | Клімат Даньяна | Клімат Даньяна | Клімат Даньяна | Клімат Даньяна | Клімат Даньяна | Клімат Даньяна | Клімат Даньяна | Клімат Даньяна | Клімат Даньяна | Клімат Даньяна | Клімат Даньяна | Клімат Даньяна | Клімат Даньяна |
| Показник                | Січ.           | Лют.           | Бер.           | Квіт.          | Трав.          | Черв.          | Лип.           | Серп.          | Вер.           | Жовт.          | Лист.          | Груд.          | Рік            |
| Середня температура, °C | 9,5            | 9,6            | 12,6           | 17,3           | 21,2           | 24,4           | 27,7           | 27,3           | 24,8           | 20,8           | 16,2           | 11,6           | 18,6           |
| Норма опадів, мм        | 50.3           | 84.3           | 138.2          | 166.6          | 218.7          | 233.9          | 116.8          | 172.3          | 168.1          | 55.9           | 44.1           | 32.9           | 1482.1         |
| Днів з опадами          | 12             | 14,7           | 17,5           | 18,2           | 19,9           | 18,3           | 11,8           | 13,9           | 12,4           | 9,4            | 9,4            | 10,1           | 167,6          |
| Вологість повітря, %    | 74.3           | 79             | 80.6           | 80.9           | 82.4           | 84             | 78.1           | 77.9           | 77.5           | 73.4           | 72.1           | 72.3           | 77.7           |
| ----------------------- | -------------- | -------------- | -------------- | -------------- | -------------- | -------------- | -------------- | -------------- | -------------- | -------------- | -------------- | -------------- | -------------- |
| Джерело: Weatherbase    |                |                |                |                |                |                |                |                |                |                |                |                |                |